# Maharivo
Der Maharivo ist ein Fluss in Madagaskar.

## Verlauf
Der Fluss hat seinen Ursprung im Makay-Massiv. Er fließt in westnordwestliche Richtung. In regenarmen Jahren kann er im oberen Stück komplett trockenfallen. Der Maharivo mündet 20 km südlich von Morondava in die Straße von Mosambik.